# الوتر الخامس (فلم)
الوتر الخامس هو فيلم مغربي من إخراج سلمى بركاش سنة 2011، وبطولة كل من علي الصميلي، خلود البطيوي، هشام رستم، عز العرب الكغاط، محمد الخلفي، وصفية الزياني، إدريس العلوي المدغري. 
إلى جانب الممثلة الفرنسية كلير هيلين كاهين.

## القصة
يدور الفيلم - الذي ينتمي إلى صنف الدراما الموسيقية - حول قصة شاب في 18 من عمره يهوى الموسيقى، خصوصا العزف على آلة العود. وأثناء رحلته يعيش «مالك» (علي الصميلي) بطل الفيلم، صراعا دائما مع والدته «ليلى» (خلود البطيوي) التي تبذل جهدها لثنيه عن الدخول إلى عالم الموسيقى، الذي لا يعد بأي مستقبل في ظل الوضعية المزرية التي يعيشها الفنان، خصوصا والده الفنان الراحل الذي لم يجن من فنه غير المتاعب، وعاش حياة مزرية مليئة بالمعاناة رغم أنه كان من أمهر العازفين على آلة العود.
في هذا الجو المشحون بالصراعات الموضوعية والذاتية، يتردد «مالك» على «منصور» (محمد الخلفي) الجار الطيب، الذي يحاول جاهدا تقديم يد العون له وتشجيعه، وتعويضه عن حنان الأب الذي افتقده. ومع توالي الأحداث، يزور «العم أمير» (هشام رستم) الذي يدير معهدا للموسيقى بيت العائلة ويسمع بالصدفة عزف «مالك» ليقرر تبنيه ومساعدته في مساره الفني، واعدا إياه بتمكينه من أهم أسرار العزف على آلة العود «سر الوتر الخامس»، الذي اخترعه عبقري الموسيقى العربية "زرياب"، بعد وصوله إلى الأندلس قادما إليها من بغداد، إثر نشوب خلافات حادة بينه وبين معلمه إسحاق الموصلي.
بعد أخذ ورد، يقرر البطل مرافقة عمه لاكتشاف سر الوتر الخامس، وأثناء رحلته، يدخل مالك في علاقة عاطفية فاشلة مع فتاة فرنسية تدعى «لورا» (كلير هيلين كاهين)، ويكتشف تسلط عمه وأنانيته، ليقرر الابتعاد عنه، كما فعل زرياب مع معلمه الموصلي إلى مدينة طنجة، من خلال مشهد فني رائع لمسرح «سيرفانتيس»، الذي يرمز إلى الأندلس، إذ سينجح في اكتشاف سر الوتر الخامس بنفسه.

## ردود الفعل
شكلت تيمة الموسيقى الموجودة في الفيلم أمرا جديدا في السينما المغربية، وذلك بمعالجتها لقصة شاب يعشق الموسيقى بجنون، رافضا محاولات محيطه الاجتماعي ثنيه عن ركوب بحور الموسيقى.

## جوائز
حاز الفيلم على عدة جوائز داخل المغرب وخارجه، ويعتبر أول فيلم مغربي يُعرض بالقاعات السينمائية بالجزائر.
كما تم عرض الفيلم في إطار فعاليات الدورة 19 لأسبوع الفرنكوفونية ببرازيليا، الذي نُظّم في ما بين 16 و 23 مارس 2016.

## روابط خارجية
- مقالات تستعمل روابط فنية بلا صلة مع ويكي بيانات
- الفيلم على موقع africine.org